# Фульк III Фицуорин
Фульк III Фицуорин (фр. Fulk III FitzWarin; ок. 1160—1258) — английский лорд, владевший замком Уиттингтон в графстве Шропшир на границе с Уэльсом, а также замком Алвестон в графстве Глостершир. Он восставал против короля Иоанна Безземельного в 1200—1203 годах, главным образом, из-за спора о владении Уиттингтоном, и был объявлен вне закона. Он стал героем знаменитой романтической легенды или «семейного романса», в котором рассказывается история его жизни как преступника и его борьба против короля за возвращение своего наследства. Между 1221 и 1226 годами он основал аббатство Олбербери в Шропшире. Его внук, Фульк Фицуорин, стал первым бароном Фицуорином (1251—1315).

## Происхождение
Фульк III был сыном Фулька II Фицуорина, лорда Фицуорина (ок. 1165—1197), и Хависы ле Динан, дочери и наследницы Гозлена де Динана (ум. 1166). Фульк II был лордом пограничной марки в графстве Шропшир и сыном Фулька I Фицуорина (ум. 1170/1171) из Уиттингтона и Алвестона.
Фульк I Фицуорин получил в награду поместья Whadborough в Лестершире (1149) и Алвестон в Глостершире (1153) от короля Англии Генриха II Плантагенета за поддержку своей матери, императрицы Матильды, в гражданской войне со Стефаном Блуа. В 1170/1171 году после смерти отца Фульк II унаследовал его поместья.
Фульк II был женат на Хависе ле Динан (ум. 1226), старшей дочери и богатой наследнице Гозлена де Динан, который владел замком Ладлоу в Валлийской марке от императрицы Матильды в период её гражданской войны с королём Стефаном. На протяжении всей своей жизни он сталкивался с многочисленными проблемами из-за своего наследства и других земельных претензий. Фульк II претендовал на замок Уиттингтон, которым владела семья Певерел во время правления короля Стефана Блуа. Хтя он и получил около 1195 года право на владение Уиттингтоном, он никогда не был признан его юридической собственностью и оставался в руках валлийцев до его смерти в 1197 году.
Замок Уиттингтон находился на английской стороне Вала Оффы, который во время нормандского периода служил границей между Англией и Уэльсом. Замок получил во владение в 1138 году Уильям Певерел за поддержку императрицы Матильды, дочери английского короля Генриха I (1100—1135), в её борьбе за престол против короля Стефана Блуа (1135—1154), внука по женской линии Вильгельма Завоевателя. в конце 1140-х годов Уиттингтон, как Озуэстри и Оверстон, перестал быть частью Англии и перешли во владение королевства Поуис. В 1165 году Генрих II Плантагенет передал замок Уиттингтон валлийскому вождю Роджеру де Поуису, которому он около 1173 года дал деньги на ремонт замка. Роджеру наследовал его сын Морис де Поуис, умерший в 1200 году.

## Восстание
Фульк III Фицуорин, также как и его отец, продолжал претендовать на Уиттингтон. После смерти своего отца в 1197 году Фульк III выплатил английской короне 100 фунтов стерлингов за право на Уиттингтон. Однако Морис де Поуис (ум. 1200), сын Роджера де Поуиса, который предложил половину этой суммы, 11 апреля 1200 года получил от короля Иоанна Безземельного право на обладание замком Уиттингтон. После смерти Мориса де Поуиса в августе 1200 года Иоанн Безземельный пожаловал замок Уиттингтон его наследникам.
Не известно, почему король Иоанн отказался признать права Фулька Фицуорина на Уиттингтон как его законное наследство, но к апрелю 1201 года Фульк уже начал открытое восстание против короля. Его сопровождали около пятидесяти двух сторонников, включая трёх родных братьев Уильяма, Филипа и Джона, а также многочисленные арендаторы и союзники рода Фицуорин в Уэльской марке.
Когда весной 1201 года король Иоанн Безземельный отправился в Нормандию и Пуату, чтобы подавить восстание Лузиньянов, он приказал Хьюберту де Бургу с отрядом из 100 рыцарей, чтобы подавить восстание Фулька Фицуорина. В июле 1202 года Фульк и его люди сообщали, что ни нашли убежище в аббатстве Стэнли в графстве Уилтшир.
После ряда лет пребывания вне закона, 11 ноября 1203 года Фульк Фицуорин был помилован вместе с более чем тридцатью его приверженцами, включая родных и двоюродных братьев. В октябре 1204 года после уплаты штрафа в размере 200 марок, Фульк получил от английского короля право на Уиттингтон. Замок Уиттингтон перешёл в собственность семьи Фицуорин, которая владела им до смерти в 1420 году Фулька XI Фицуорина, 7-го барона Фицуорина (1405—1420).
В 1207 году, чтобы жениться на дочери Роберта Ле Вавасора, Фульк Фицуорин обязался выплатить денежную сумму в размере 1200 марок. За него дали гарантию Певерелы, Алан Бассет, Уильям де Браоз, де Лейси, Уильям Лонгспе, 3-й граф Солсбери, и Генри де Богун, 1-й граф Херефорд.
В феврале 1214 года, когда король Иоанн Безземельный отплыл из Англии в Пуату, Фульк Фицуорин был среди баронов, которые его сопровождали. Считается, что тогда он был вассалом Жоффруа де Мандевиля, графа Глостера.
К 1216 году, когда новым королём Англии стал малолетний Генрих III Плантагенет (1216—1272), сын Иоанна Безземельного, Алвестон, поместье Фулька, было аннексировано короной. В следующем 1217 году он лишился своих остальных владений в графстве Глостершир, которые также отошли к короне. Около 1218 года Фульк Фицуорин получил обратно все свои владения, ранее конфискованные английской короной.
К 1220 году Фульк Фицуорин оказал некую услугу молодому королю Генриху III и получил разрешение на восстановление и укрепление замка Уиттингтон. В 1223 году замок Уиттингтон был захвачен войсками принца уэльского Лливелина Великого. В следующем 1224 году Фульк смог вернуть Уиттингтон под свою власть, хотя его пограничная борьба с Лливелином продолжалась, большая часть его владений была захвачена валлийцами.
К 1228 году после вмешательства короля Генриха III было заключено перемирие между Фульком и Лливелином.
В течение этих лет отношения Фулька с королём были изменчивы и напрямую зависели от положения дел в Уэльсе. Роль Фулька как одного из лордов марки в качестве защитника английской границы против Уэльса была жизненно важна для английского короля.

## Брак и дети
Фульк III Фицуорин был дважды женат. В 1207 году он женился первым браком на Мод Ле Вавасор (ум. 1226), дочери Роберта Ле Вавасора и вдове барона Теобальда Уолтера (1165—1206), первого главного виночерпия Ирландии. Мод скончалась в 1226 году и была похоронена в аббатстве Олбербери в графстве Шропшир. Дети от первого брака:
- Фульк IV Фицуорин (ум. 1264)
- Фульк Фицуорин
- Хависа Фицуорин, жена Уильяма Пантульфа, лорда марки
- Джоан Фицуорин
- Эва Фицуорин

Во второй раз Фульк женился на Кларис де Обервиль, дочери и наследнице Роберта де Обервиля из Идена и Ихама. Дети от второго брака:
- Мэйбл Фицуорин (ум. 1297), 1-й муж Уильям де Кревекуэр, 2-й муж Джон де Трегоз, лорд Трегоз.

## Смерть и похороны
Фулк III Фицуорин дожил до глубокой старости. Перед смертью в 1258 году он передал контроль над большей частью своих владений своему старшему сыну и наследнику, Фульку IV. В 1252 году он составил завещание, в котором сообщил, что желает был похороненным в аббатстве Олбербери, основателем которого он являлся.